# Precentore
Il precentore è una persona preposta alla organizzazione del culto. I dettagli variano con la religione, denominazione ed epoca. Il termine deriva dal latino præcentor, da cantore, dal significato di "colui che canta per primo" (o alternativamente, "primo cantore").  

## Nell'antichità
Il precentore capo era la più alta autorità in molte città dell'antica Mesopotamia.

## Presso gli ebrei
Il ruolo del precentore, durante la preghiera ebraica, è rivestito dal chazzan ('cantore'), che guida i canti e le preghiere ed è addetto alla direzione della musica nella sinagoga.

## Precentori cristiani

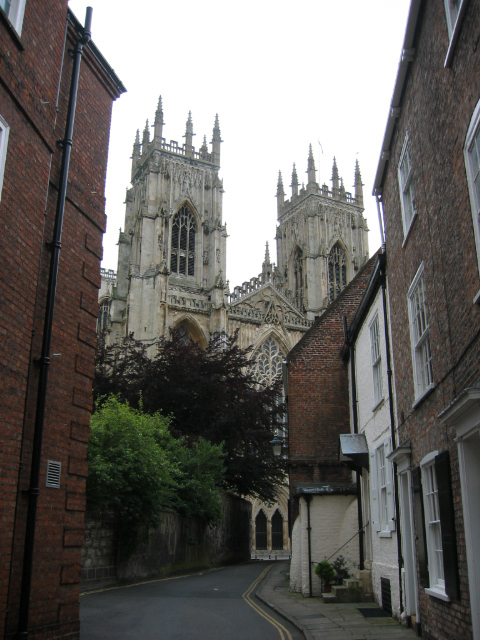
Vista dello York Minster da una strada chiamata Precentor's Court.

Il precentore è un ecclesiastico che ha il compito di facilitare le pratiche di culto, occupandosi del canto durante i servizi divini. Il ruolo del præcentor nelle prime chiese cristiane derivò da quello analogo esistente nelle sinagoghe.

### Precentori cattolici

#### Antichità
Il termine præcentor descriveva un dignitario ecclesiastico, alcune volte un amministrativo o cerimoniere. Anticamente il præcentor aveva diversi compiti: era il primo a dirigere i cantori, che la domenica ed in altre festività intonavano antifone, salmi, inni, responsori etc.; davano l'intonazione al vescovo e all'officiante nella messa (il succentore aveva gli stessi compiti nei confronti dei canonici e dei preti); reclutavano ed istruivano i componenti del coro, dirigevano le prove  e supervisionavano la musica in chiesa; spiegavano l'esecuzione delle cerimonie religiose, dirigevano la liturgia delle ore e quando necessario componevano inni e sequenze. Venivano chiamati in vari modi: capiscol (dal latino caput scholæ, capo del coro), prior scholæ, magister scholæ e primicerius (un termine con differenti significati). Ugo di San Vittore scriveva che nella cura del primicerio erano collocati accoliti, esorcisti, lettori e salmisti (cantori).

#### Medioevo
Mel medioevo erano i principali dignitari della cattedrale, collegiata e monastero, ad imitazione dell'esempio di San Gregorio Magno nella funzione di direttore del coro. Egli era sempre presente quando il vescovo officiava nella sua cattedrale, e al cantore era assegnato un posto vicino al vescovo. Il suo ufficio richiedeva profonde conoscenze ed elevate capacità esecutive e la sua dignità corrispondeva alle sue funzioni.
Nelle cattedrali d'Inghilterra, Francia, Spagna e Germania, egli aveva un rango simile al vicario o all'arcidiacono. In alcuni casi la sua sfera di attività era molto più ampia, compreso l'obbligo di insediamento di canonici e altri dignitari, e in alcuni monasteri i doveri del bibliotecario e di cancelliere. Ma dal XIV secolo il suo titolo e dignità furono in gran parte assegnati ad operatori esistenti la cui conoscenza musicale non era adatta alle mansioni che il nome di direttori di coro aveva all'origine. La dignità rimase ma le mansioni vennero snaturate. «In Francia, alcuni capitoli conservano le tracce della dignità di precentore, e si può vedere, talvolta, un arcidiacono o un canonico titolare od onorario, portando il bastone cantorale e le insegne del suo ufficio». Questo "bastone cantorale" è una bacchetta bianca o d'argento. «Nelle diocesi di Aix, Carcassonne, Coutances, Digione, Metz, Orléans, la dignità del precentore è ancora la più elevata nel capitolo.... Alcuni capitoli hanno sub-cantori, quello di Arras scelto fra i canonici onorari residenti», dove anche il moderno statuto del vescovo di Digione serve ad illustrare la moderna figura del precentore: «Il precentore o gran cantore è il capo del coro ... porge l'antifona al vescovo quando officia il pontificale. Sacrestano, cantori, coro di voci bianche e personale della cattedrale sono tutti ai suoi ordini. Egli è tenuto anche a far rispettare ordine e silenzio in sacrestia»).